# Федутинов, Юрий Юрьевич
Ю́рий Ю́рьевич Федути́нов (род. 23 октября 1958, Москва) — российский медиаменеджер, бывший генеральный директор ЗАО «Эхо Москвы» (1992—2014), генеральный директор ЗАО «Эхо-ТВ» (с 2002).

## Биография
Окончил Московский государственный педагогический институт иностранных языков им. Мориса Тореза, позднее — Академию Народного Хозяйства при Правительстве Российской Федерации (МВА). Кандидат исторических наук.

## Карьера
- Начиная с 1981 года работал диктором, диктором-переводчиком, ведущим программ на Иновещании Гостелерадио СССР.
- С 1991 по 1992 год — зам. директора радиостанции «Эхо Москвы».
- С 1992 по 2014 год — генеральный директор ЗАО «Эхо Москвы»[1][2].
- С 1998 по 2015 год — генеральный директор радио «Эхо Петербурга» (дочерней компании «Эхо Москвы»).
- С 2002 года — генеральный директор «Эхо ТВ».

## Награды
- Медаль ордена «За заслуги перед Отечеством» II степени (6 мая 2000 года) — за заслуги в области культуры и печати, большой вклад в укрепление дружбы и сотрудничества между народами, многолетнюю плодотворную работу[3]
- Офицер Национального ордена «За заслуги» (Франция, 2007 год)[4]
- Благодарность Президента Российской Федерации (18 ноября 2010 года) — за заслуги в области телерадиовещания и многолетнюю плодотворную работу[5]
- Лауреат премии Медиаменеджеры 2001 года в номинации «Электронные СМИ».